# Paradise Lost (Star Trek: Deep Space Nine)
"Paradise Lost" és el dotzè episodi de la quarta temporada de la sèrie de televisió de ciència-ficció estatunidenca Star Trek: Deep Space Nine, el 84è de tota la sèrie. Originalment es van emetre en redifusió a partir del 8 de gener de 1996. És la segona part d'un episodi de dues parts, començat per l’episodi "Homefront". L'episodi va ser dirigit per Reza Badiyi i va ser escrit per Ira Steven Behr i Robert Hewitt Wolfe.
Ambientada al segle XXIV, la sèrie segueix les aventures a Espai Profund 9, una estació espacial situada prop d'un forat de cuc estable entre els Quadrants Alfa i Gamma de la Via Làctia, prop del planeta Bajor, mentre els bajorans es recuperen d'una brutal ocupació de dècades pels imperialistes cardassians. El Quadrant Gamma acull un imperi hostil conegut com el Domini, governat pels Fundadors que canvien de forma. A "Homefront", el capità d’Espai Profund 9, Benjamin Sisko, és portat a la Terra per ajudar l'almirall Leyton amb la seguretat planetària després d'un atac terrorista al planeta aparentment perpetrat per Changelings; mentre és allà, visita el seu pare, que regenta un restaurant a Nova Orleans. En aquest episodi, Sisko descobreix l'intent de Leyton de donar un cop d'estat per prendre el poder per a la Flota Estel·lar, l'exèrcit de la Federació.

## Argument
La Terra ha estat sotmesa a la llei marcial a causa d'una invasió del Domini aparentment imminent, però Sisko creu que hi ha més coses que les que es veuen a simple vista. Amb l'ajuda de l'oficial de seguretat d’Espai Profund 9, Odo, i les connexions del cadet Nog amb un grup d'elit i selectiu de cadets de l'Acadèmia de la Flota estel·lar, Sisko recopila proves que l'almirall Leyton està planejant un cop d'estat. Porta la informació al president de la Federació, Jaresh-Inyo; tanmateix, Jaresh-Inyo dubta a actuar davant l'absència de proves concretes.
Sisko s'enfronta a un canviant disfressat de Miles O'Brien, un membre de la tripulació del DS9. Li diu a Sisko que en realitat només hi ha un total de quatre canviant a la Terra, i fa burleta a Sisko quant pànic han causat, dràsticament desproporcionat respecte al seu nombre real.
Sisko contacta amb la Major Kira, segona al comandament del DS9, per descobrir les proves que Jaresh-Inyo necessita: un oficial de la Flota Estel·lar del DS9, el tinent Arriaga, ha estat manipulant el forat de cuc a instàncies de Leyton per crear la impressió que una flota del Domini camuflada està de camí a la Terra. Abans que pugui presentar les proves a Jaresh-Inyo, Leyton afirma que Sisko és un canviant i l'empresoni. Odo allibera Sisko de la presó.
La tripulació del DS9 està de camí a la Terra a l'USS Defiant, cosa que fa que Arriaga confessi la conspiració. Per evitar que les proves d'Arriaga arribin a la Terra, Leyton ordena a l'USS "Lakota" que l'intercepti, dient a la tripulació que el "Defiant" està tripulat per canviants. Quan el "Lakota" dispara contra el "Defiant", el tinent comandant Worf, al comandament del "Defiant", no té més remei que respondre. Superat per l'armadura i la potència de foc superiors del "Defiant", el "Lakota" està a punt de ser destruït quan Leyton els ordena que el destrueixin. Mentre Sisko s'enfronta a Leyton amb un faser, el capità del "Lakota", la capitana Benteen, rebutja les ordres de destruir el "Defiant" i es retira, permetent que el "Defiant" segueixi el seu camí. Amb la seva conspiració desfeta, Leyton dimiteix i s'aixeca l'estat d'emergència.

## Actors convidats
- Brock Peters - Joseph Sisko
- Robert Foxworth - Leyton
- Herschel Sparber - Jaresh-Inyo
- Susan Gibney - Benteen
- David Drew Gallagher - Riley Shepard
- Aron Eisenberg - Nog

## Recepció
El 2016, The Hollywood Reporter va qualificar l'episodi de dues parts format per "Homefront" i "Paradise Lost" com el 22è millor episodi de Star Trek en general, lloant com l'episodi "posa en relleu silenciosament la magnitud del perill al qual s'enfronta la humanitat" i l'elecció de Brock Peters com a Joseph Sisko.
El 2014, Keith DeCandido va fer una ressenya de l'episodi per a Tor.com, donant-li una puntuació de sis sobre deu. Va destacar l'exploració de l'ètica situacional a l'episodi i la similitud de la història en dues parts amb la pel·lícula Seven Days in May.
El 2018, CBR va qualificar "Homefront" i "Paradise Lost" com la 16a millor història de diversos episodis de la franquícia Star Trek.
El 2020, io9 va llistar aquest i "Homefront" com a episodis "imprescindibles" de la sèrie, descrivint la trama com un "dilema moral fosc".